# Куглер, Франц Ксавьер
Франц Ксавьер Куглер (27 ноября 1862 — 25 января 1929) — немецкий священник-иезуит, известный своими основополагающими достижениями в области истории астрономии Древнего Вавилона.

## Биография
Куглер родился в баварском городке Кёнигсбах, в настоящее время входящего в состав города Нойштадт-ан-дер-Вайнштрасе (улица, на которой родился Куглер, в настоящее время носит его имя). В августе 1878 года Куглер поступил в Индустриальную школу города Кайзерслаутерн, которую окончил в октябре 1880 года в возрасте 17 лет. Основными дисциплинами, изучаемыми в этом учебном заведении, были техническая механика и прикладная химии. Куглер продолжил обучение в 1880—1885 годах в Техническом университете Мюнхена. В 1885 году получил учёную степень доктора философии в области химии в Базельском университете. Однако профессиональным химиком Куглер так и не стал: в 1886 г. он вступил в Орден иезуитов и начал изучать теологию в иезуитском колледже в городе Блейенбек (провинция Лимбург (Нидерланды)). В 1893 году Куглер был посвящён в духовный сан. Четыре года спустя, в возрасте 35 лет, Куглер стал профессором математики в колледже св. Игнатия в городе Валкенбюрг-ан-де-Гёл в Нидерландах.
Ещё в 1886 году Куглер познакомился выдающимся ассириологом, специалистом по древневавилонской астрономии Йозефом Эппингом и под его влиянием увлекся астрономией и математикой Древней Месопотамии. В 1900 году Куглер на основании дешифровки клинописных табличек реконструировал вавилонскую теорию движения Луны по небу, и в 1907 году он впервые воссоздал вавилонскую теорию движения планет. На основании исследований клинописных текстов астрономического и астрологического содержания доказывал несостоятельность панвавилонизма.
Франц Ксавьер Куглер умер в 1929 году в Люцерне, Швейцария.

## Память
В честь Куглера назван кратер на обратной стороне Луны.